# FACTS
FACTS – skrót od angielskiego terminu flexible AC transmission systems co tłumaczone jest na język polski jako elastyczne systemy przesyłowe prądu przemiennego. Określenie elastyczne odnosi się do zdolności systemu do regulacji napięć, mocy czynnej i biernej oraz regulacji przepływów mocy w sieci przesyłowej. 
Głównym celem urządzeń FACTS jest sterowanie systemem elektroenergetycznym normalnie w stanie ustalonym, ale ze względu na krótki czas reakcji urządzenia FACTS można także wykorzystywać do poprawy stabilności systemu elektroenergetycznego poprzez poprawę tłumienia kołysań mocy.
Atrakcyjność urządzeń FACTS polega na ich szybkości i elastyczności regulacji, uzyskiwanej dzięki wykorzystaniu możliwości tyrystorów wielkiej mocy. Ich szybkość działania wykorzystuje się głównie w następujący sposób:
- w sieciach przesyłowych do tłumienia kołysań mocy pojawiających się w systemie elektroenergetycznym po wystąpieniu zakłóceń,
- w sieciach rozdzielczych do poprawy jakości energii elektrycznej poprzez szybką nadążną regulację odbiorów niespokojnych wywołujących zapady napięcia.

W zależności od sposobu przyłączenia urządzeń FACTS do systemu elektroenergetycznego można je podzielić na bocznikowe i szeregowe. Główne bocznikowe urządzenia FACTS to kompensatory mocy biernej, zasobniki energii (np. nadprzewodnikowe lub bateryjne) oraz rezystory hamowania. Wśród różnych szeregowych urządzeń FACTS są kompensatory szeregowe, tyrystorowe przesuwniki fazowe (ang. Thyristor-Controlled Phase Angle Regulator) i regulatory przepływu mocy UPFC (ang. Unified Power Flow Controller). Najbardziej ogólnym urządzeniem FACTS jest zespolony regulator przepływu mocy (UPFC). UPFC jest najbardziej ogólnym urządzeniem FACTS.